# Kunja Glavica
Kunja Glavica (cyr. Куња Главица) – wieś w Bośni i Hercegowinie, w Republice Serbskiej, w mieście Trebinje. W 2013 roku liczyła 29 mieszkańców.